# Comarques de la Catalunya del Nord
La Catalunya Nord és dividida segons la convenció acadèmica en 6 comarques històriques i un seguit de subcomarques naturals que no corresponen a l'actual divisió administrativa del departament. El Nomenclàtor toponímic de la Catalunya del Nord del 2007 fet per la Universitat de Perpinyà i l'Institut d'Estudis Catalans eleva la tradicional subcomarca rossellonesa dels Aspres a la categoria de comarca.

## Propostes de divisió comarcal

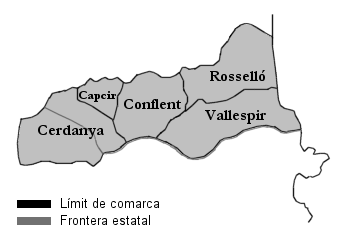
Les comarques de la Catalunya Nord segons Norbert Font i Sagué (1897)

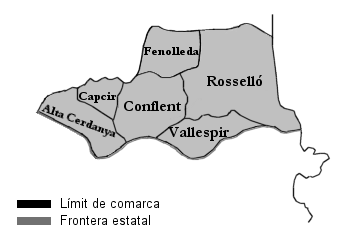
Les comarques de la Catalunya del Nord segons Joan Becat (1977)

La divisió comarcal de la Catalunya del Nord més acceptada es basa en el treball de Norbert Font i Sagué a la seva obra Determinació de les comarques naturals i històriques de Catalunya, on tracta conjuntament tant la Catalunya del Nord com el Principat i també el nord de la Franja de Ponent. Aquest projecte de divisió comarcal va ser premiat als Jocs Florals del 1897.
Posteriorment, totes les divisions que es van proposar partiren d'aquesta, com la proposta feta per Joan Becat a l'Atlas de Catalunya Nord el 1977, on restituïa al Rosselló aquelles subcomarques meridionals que Font i Sagué havia atribuït al Vallespir. S'hi pot veure la inclusió de la Fenolleda, que forma part del departament dels Pirineus Orientals des de la seva creació el 4 de març de 1790.

## Divisió comarcal actual

Comarques de la Catalunya del Nord

En l'actualitat, els texts acadèmics i estudis geogràfics treballen amb un model de comarques únic, en el qual la Catalunya del Nord queda organitzada en 5 comarques que formen, juntament amb la Fenolleda, el departament dels Pirineus Orientals:
- el Rosselló (92 municipis), amb Perpinyà com a cap; inclou les subcomarques dels Aspres,[2] les Corberes,[3] l'Albera incloent-hi la costa de la Marenda,[4] la Plana del Rosselló,[5] el Riberal del Tet[6] i la Salanca.[7] Té una població de 421.425 habitants (2023).
- el Vallespir (21 municipis), amb Ceret com a cap; inclou les subcomarques de l'Alt Vallespir,[8] el Vallespir Mitjà[8] i el Baix Vallespir.[8] Té una població de 24.974 habitants (2023).
- el Conflent (53 municipis), amb Prada com a cap; inclou les subcomarques de l'Alt Conflent,[9] el Conflent Mitjà[9] i el Baix Conflent,[9] les Garrotxes,[10] i una part de l'Altiplà de Sornià.[11] Té una població de 21.939 habitants (2023).
- el Capcir (7 municipis), amb Formiguera com a cap. Té una població de 1.831 habitants (2023).
- l'Alta Cerdanya (27 municipis), amb Montlluís com a cap; l'enclavament de Llívia pertany administrativament a la Baixa Cerdanya, a l'Estat Espanyol. Té una població de 13.211 habitants (2023).
- la Fenolleda (28 municipis), amb Sant Pau de Fenollet com a cap; inclou les subcomarques de les Corberes[11] (divida entre el Rosselló i la Fenolleda),[12] les Valls[11] i l'Altiplà de Sornià o els Aspres.[11] Té una població de 7.234 habitants (2023).

## Divisió comarcal del Nomenclàtor
| Alta Cerdanya Capcir Conflent | Fenolleda Rosselló Aspres Vallespir |

Tanmateix segons el Nomenclàtor toponímic de la Catalunya del Nord del 2007 de la Universitat de Perpinyà i l'Institut d'Estudis Catalans, s'introdueix com a nova comarca els Aspres -el qual fins ara s'ha tractat de subcomarca - amb els municipis del sud-oest del Rosselló amb cap a Tuïr. A més a més, canvia l'adscripció de diversos municipis del coll de la Perxa de l'Alta Cerdanya al Conflent.